# Chile en la Copa Mundial de Fútbol Sub-17 de 2025
La selección de Chile será uno de los 48 equipos participantes en la Copa Mundial de Fútbol Sub-17 de 2025, torneo que se llevará a cabo entre el 3 y 27 de noviembre de 2025 en Catar.
En el sorteo la Rojita quedó emparejada en el Grupo K, junto con Francia, Canadá y Uganda.
Corresponderá a la sexta participación absoluta de Chile en la Copa Mundial sub-17 y su quinta clasificación por merito propio, debido a que en 2015 fue el anfitrión, clasificándose automáticamente.

## Participación

### Fase de grupos

#### Grupo K
| Equipo  | Pts | PJ | PG | PE | PP | GF | GC | Dif |
| ------- | --- | -- | -- | -- | -- | -- | -- | --- |
| Francia | 0   | 0  | 0  | 0  | 0  | 0  | 0  | 0   |
| Chile   | 0   | 0  | 0  | 0  | 0  | 0  | 0  | 0   |
| Canadá  | 0   | 0  | 0  | 0  | 0  | 0  | 0  | 0   |
| Uganda  | 0   | 0  | 0  | 0  | 0  | 0  | 0  | 0   |

#### Francia - Chile
| 5 de noviembre de 2025 | Francia | vs. | Chile | Camp 5, Aspire Zone, Rayán |  |
|                        |         |     |       | Árbitro(s): [[]] VAR: [[]] |  |

#### Uganda - Chile
| 8 de noviembre de 2025 | Uganda | vs. | Chile | Camp 6, Aspire Zone, Rayán |  |
|                        |        |     |       | Árbitro(s): [[]] VAR: [[]] |  |

#### Chile - Canadá
| 11 de noviembre de 2025 | Chile | vs. | Canadá | Camp 6, Aspire Zone, Rayán |  |
|                         |       |     |        | Árbitro(s): [[]] VAR: [[]] |  |